# Dau al Set

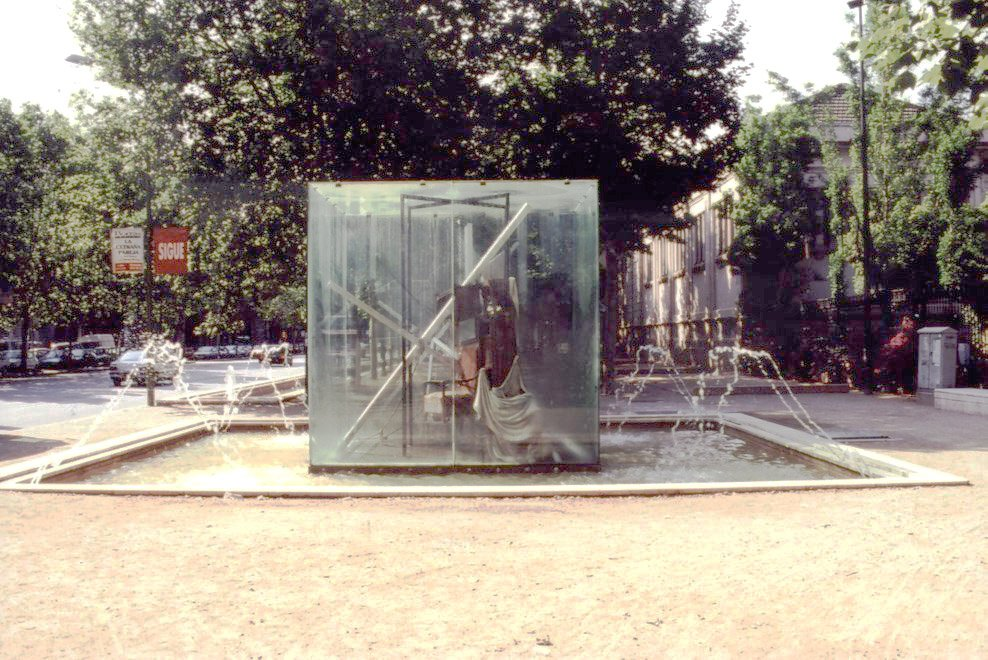
Homenaje a Picasso de A. Tàpies, en el Parque de la Ciudadela de Barcelona.

Dau al Set es un grupo artístico vanguardista español de Cataluña creado alrededor de la revista homónima en Barcelona, en septiembre de 1948. Su propio título (en español 'La séptima cara del dado') ya delata su carácter rupturista.

## Miembros
Sus miembros fundadores fueron el poeta Joan Brossa (que creó el nombre del grupo y la revista), el filósofo Arnau Puig y los pintores Joan Ponç (director de la revista), Antoni Tàpies, Modest Cuixart y Joan-Josep Tharrats (editor e impresor de la misma). Al poco tiempo se les unió el polígrafo Juan Eduardo Cirlot

## Historia
Adscrito en principio al movimiento surrealista hasta converger en un estilo propio, la revista que vehiculó el grupo comenzó a publicarse en septiembre de 1948 y dejó de publicarse en 1956. Se imprimía en casa de Joan-Josep Tharrats o en la fábrica de su padre. Además, las tiradas eran muy cortas, entre cien y ciento cincuenta ejemplares, ya que se mantenía con las aportaciones de los miembros del grupo y algunos mecenas. Al estar en gran parte escrita en catalán, era, en realidad, una publicación clandestina. Al principio tenía una periodicidad mensual, sin embargo posteriormente se publicó de forma irregular.
Sin embargo, Tàpies abandonó su vinculación a la revista en 1951, aunque siguió contribuyendo esporádicamente hasta su desaparición. Por tanto, se aprecian dos etapas en la trayectoria de este movimiento: la primera, desde septiembre de 1948 hasta 1951, marcada sobre todo por el surrealismo, en la que el líder fue Brossa y Cirlot desempeñó una destacada labor; y otra desde esa época hasta el final, con una apertura a otros estilos, dirigida por Tharrats, que se alejaba así de Brossa y Tàpies.
Los miembros de Dau al Set incluidos Joan Brossa, Antoni Tàpies, Joan Ponç, Arnau Puig, Modest Cuixart, Juan Eduardo Cirlot y Joan-Josep Tharrats. Antonio Saura, Enrique Tábara, Manolo Millares y la pintora Elena Paredes fueron colaboradores ocasionales a la revista homónima. Dau al Set se opuso tanto formalismo y los centros de arte formales.
A pesar de esta efímera existencia, Dau al Set está considerado como uno de los primeros referentes de la vanguardia artística interior posterior a la posguerra española, tras el Grupo Pórtico de Zaragoza (surgido en abril de 1947) y la Escuela de Altamira, activa en Santander y en Madrid desde 1948. Posteriormente aparecería en Madrid en 1957 el Grupo el Paso, con artistas tan importantes como Joan Castejón, Eusebio Sempere o Manolo Millares. Con todo, y a diferencia de estos otros grupos pioneros, Dau al Set no se ciñó a la plástica, sino que abordó terrenos artísticos tan diversos como la poesía, la narrativa, el teatro, la música, la filosofía, la crítica de arte, el folklore o la reivindicación de la cultura popular.
En el año 2014, el Ayuntamiento de Girona adquirió la colección de arte «Rafael y María Teresa Santos Torroella» e ingresó en donación el Archivo y la Biblioteca «Rafael y María Teresa Santos Torroella». Una parte de la documentación relativa al colectivo Dau al Set forma parte del legado documental del Archivo Santos Torroella.